# Д’Арамитц, Анри
Анри, сеньор д'Арамитц (фр. Henri, Seigneur d'Aramitz; около 1620 — между 1655 и 1674 годами) — королевский мушкетёр, племянник капитана-лейтенанта Жана-Армана де Тревиля, светский аббат в Беарне. Стал прототипом Арамиса — одного из главных героев романов Александра Дюма: «Три мушкетёра», «Двадцать лет спустя» и «Виконт де Бражелон, или Десять лет спустя».

## Биография
Происходил из знатной дворянской семьи из Беарна; был сыном Шарля д'Арамитца и его жены Мари де Раг.
Будучи племянником капитана-лейтенанта Жана-Армана де Тревиля, в мае 1640 года вступил в роту королевских мушкетёров, где служил его отец, который носил титул маршал де Логи. Вместе с отцом он служил до 1646 года, когда кардинал Джулио Мазарини распустил королевских мушкетёров под предлогом экономии средств казны.
Выйдя в отставку, вернулся в Беарн и занял пост светского аббата. 16 февраля 1650 года женился на знатной девушке Жанне де Беарн-Бонасс, в браке с которой у него было два сына Клеман и Аман и неизвестная по имени дочь. Точная дата его смерти неизвестна, предположительно умер после 1655 года или в 1674 году.